# سفارة سلوفينيا في اليونان
سفارة سلوفينيا في اليونان هي أرفع تمثيل دبلوماسي لدولة سلوفينيا لدى اليونان. تقع السفارة في وهي تهدف لتعزيز المصالح السلوفينية في اليونان.

## وصلات خارجية
- الموقع الرسمي
- قائمة سفارات سلوفينيا
- قائمة السفارات في اليونان